# Pierre Étienne Simon Duchartre
Pierre Étienne Simon Duchartre (Portiragnes, 27 de outubro de 1811 — Meudon, 5 de novembro de 1894) foi um botânico francês.
Estudou biologia em Toulouse onde, após a sua graduação, trabalhou como professor. A partir de 1837 ensinou em Fumel, tendo-se depois mudado para Paris onde, em 1848, foi aceite na faculdade de ciências. Durante o ano seguinte foi indigitado professor de botânica e de fisiologia vegetal no Institut agronomique em Versailles. Em 1861 obteve a cátedra de botânica na Sorbonne.
Em 1854 tornou-se co-fundador da Société Botanique de France, uma instituição onde foi presidente em diversas ocasiões.
Em 1850 fez experiência com o uso de enxofre como remédio contra o oídio, um fungo que provocou grandes impactos negativos em videiras, na Europa, durante o século XIX.
O género Duchartrea (família Gesneriaceae) foi nomeado em sua honra pelo botânico Joseph Decaisne.
Duchartre é a autoridade de diversas espécies botânicas da família Aristolochiaceae.

## Principais obras
- Observations anatomiques et organogéniques sur la clandestine d'Europe (Lathraea clandestina, L.), 1847 - Anatomic and organogenic observations of Lathraea clandestina.
- Famille des Aristolochiées, 1854 - Aristolochiaceae.
- Éléments de botanique : comprenant l'anatomie, l'organographie, la physiologie des plantes, les familles naturelles et la géographie botanique, 1867 - Elements of botany, etc.
- Rapport sur les progrés de la botanique physiologique, 1868 - Report involving progress in plant physiology.
- Observations sur les bulbes des lis, 1873 - Observations involving lily bulbs.[7][8]